# Тучинский, Эдуард Анатольевич
Эдуа́рд Анато́льевич Тучи́нский (бел. Эдуард Анатольевіч Тучынскі; 4 июля 1970, Минск, СССР) — белорусский и российский футболист, вратарь, футбольный тренер.

## Карьера

### Ранние годы
В 1988 году побывал в дубле минского «Динамо», но после того, как в команде сменился тренер, перестал попадать в состав. В команде института физкультуры тоже не получилось поиграть, и в итоге Тучинский оказался в минском «Тракторе», игравшем в турнире КФК.

### Клубная
Профессиональную карьеру начал в 1992 году в минском «Торпедо», участвовавшем в первом чемпионате Беларуси. За «Торпедо» выступал до декабря 1994 года, два раза попал в список 22 лучших футболистов чемпионата Беларуси по версии БФФ.
Затем переехал в Россию и оказался в майкопской «Дружбе» из первой лиги. За клуб выступал на протяжении четырёх сезонов. В 1995 году провёл 26 матчей, в которых пропустил 37 мячей, и ещё 3 матча, в которых пропустил 5 голов, сыграл за дублирующий состав клуба, выступавший в третьей лиге. В сезоне 1996 года сыграл 37 матчей, в которых пропустил 39 голов в Первой лиге, один матч в Кубке России и одну встречу провёл за дубль в третьей лиге. В 1997 году сыграл 33 встречи и пропустил 37 мячей в лиге, провёл два поединка, в которых пропустил 5 голов, в Кубке. В свой последний сезон в составе майкопчан сыграл 32 матча, в которых пропустил 36 мячей от соперников, три игры провёл в Кубке, где пропустил 4 гола. Кроме того, стал лучшим в лиге по количеству отражённых пенальти, отбив 4 из 5, причём, все 4 отбил подрядсуперсерию".
В 1999 году Тучинский перешёл в «Кубань», куда его пригласил возглавивший команду Софербий Ешугов — бывший тренер «Дружбы». В том сезоне провёл за «Кубань» 35 матчей, в которых пропустил 11 мячей в лиге и стал вместе с командой, победителем зоны «Юг» второго дивизиона, однако, в стыковых матчах за право выхода в первый дивизион «Кубань» уступила тольяттинской «Ладе», в обоих матчах с которой на воротах стоял Тучинский, пропустивший 3 мяча. Помимо этого, провёл в том сезоне 3 матча в Кубке, в которых пропустил 3 мяча.
В следующем году «Кубань» снова одержала победу в зоне «Юг», Тучинский провёл 37 матчей, в которых пропустил 13 мячей, и снова сыграл в обеих стыковых встречах, на этот раз отстояв на 0 в противостоянии с «Светотехникой», причём, в первом матче в Саранске отбил пенальти. В Кубке провёл 6 матчей, пропустил 4 гола.
Сезон 2001 года начал в качестве основного вратаря команды, однако 12 августа в матче 21 тура против «Шинника» заработал удаление, сыграв рукой за пределами штрафной после ошибки при выходе, и, тем самым, сильно подвёл команду, поскольку затем «Шинник» дважды реализовал численное преимущество, чем фактически лишил «Кубань» шансов на повышение в классе. После этого матча Тучинский потерял доверие Олега Долматова. Затем уверенно провёл два матча против «Балтики» и «Уралана», однако во втором матче получил травму, из-за которой окончательно перешёл в запас. Всего в том году сыграл 21 матч и пропустил 18 мячей в лиге, и ещё провёл одну игру в Кубке. Вместе с командой стал бронзовым призёром первого дивизиона.
В свой последний сезон в составе «Кубани» сыграл 12 матчей, в которых пропустил 11 голов, в первом дивизионе и одну встречу в 1/16 финала Кубка, в которой пропустил два мяча от «Анжи».
В 2003 году вернулся в Беларусь, в «Торпедо-СКА», где в том сезоне провёл 29 матчей и пропустил 20 мячей, а его команда только по количеству побед (при равенстве очков) уступила бронзовые медали чемпионата минскому «Динамо». В следующем сезоне Тучинский потерял место в основе, сыграл всего в 7 матчах, в которых пропустил 10 мячей.
Свой последний в карьере профессиональный сезон провёл в 2006 году в минском «Динамо», в составе которого сыграл 4 матча, пропустил 4 гола и стал, вместе с командой, вице-чемпионом Беларуси.

### В сборной
Дважды вызывался в главную национальную сборную Беларуси, однако сыграть за неё Тучинскому так и не удалось, в 1995 году даже не попал в заявку на матч против сборной Норвегии, а затем, хоть и попал в заявку, но так и просидел на лавке во время проходившего в Гавре товарищеского матча со сборной клубов Франции.

### Тренерская
В 2006 году занялся тренерской деятельностью, тренировал вратарей в минском «Динамо», в котором ранее в том же сезоне завершил карьеру игрока. В мае того же года был даже временно исполняющим обязанности главного тренера команды, был назначен на эту должность как самый старший из всех заявленных на сезон игроков клуба. В декабре 2006 года, в связи с истечением срока контракта и отсутствием компромисса с руководством клуба о его продлении, покинул «Динамо». Затем тренировал голкиперов в латвийской «Блазме» из Резекне, одновременно работая и в молодёжной сборной Беларуси. С января 2008 года Тучинский работал тренером по вратарям в «Торпедо» из Жодино, снова совмещая должность с работой в белорусской молодёжке, с которой в качестве тренера вратарей ездил в 2009 году на чемпионат Европы. Позже входил в тренерский штаб Олега Кубарева в «Гомеле», «Зимбру» и «Дачии».
В июне 2019 года его пригласил на должность тренера по вратарям новый главный тренер казахстанского ФК «Атырау» белорус Олег Дулуб.
В 2021—2022 годах работал тренером вратарей в белорусском клубе первой лиги (Д2) «НФК Крумкачы». В сезоне-2023 занимал аналогичную должность в борисовском БАТЭ. Впоследствии работал в клубе белорусской первой лиги «Юни Икс Лабс».
В июне 2025 года вошел в тренерский штаб молдавского «Зимбру», главным тренером которого стал белорусский специалист Олег Кубарев.

## Характеристика
Тучинский относился к числу вратарей, специализирующихся на парировании пенальти. В чемпионате Беларуси у него всегда в этом отношении были высокие показатели, однако в России этот талант проявился лишь в сезоне 1998 года. Свой не очень высокий для вратаря рост компенсировал прыгучестью, которая выработалась с годами, и правильным выбором позиции.

## Достижения

### Командные
«Динамо» (Минск)
- Вице-чемпион Беларуси: 2006

### Личные
«Торпедо» (Минск)
- В списке 22 лучших футболистов чемпионата Беларуси по версии БФФ (2): 1993, 1994

## Личная жизнь
Жена Татьяна, две дочери.